# Ormányliliom
Az ormányliliom (Hypoxis hemerocallidea vagy Hypoxis rooperi) a spárgavirágúak rendjébe, a Hypoxidaceae családba tartozó növényfaj.

## Jellemzése
Ez a szép, Dél-Afrikából származó lágyszárú, évelő növény az amarillisz közeli rokona, amelyet dísznövényként is kedvelnek. Gumós rizómája (hagymája) van, a szárat körülölelő levelei örökzöldek. Júniustól novemberig virágzik, sárga virágai csillag alakúak.

## Gyógyhatása
A kutatások igazolták, hogy a hipoxidok gátolják a sejtosztódást, illetve -szaporodást. Az ormányliliom hagymájában lévő lignánszármazékok gombaölő, baktériumölő és a táplálékok hasznosulását gátló (antinutritív) hatásúak. A szterolok heterozidjai jótékony hatással vannak a prosztata-megnagyobbodásra.

## Felhasználása
A növény kivonatát több európai országban a jóindulatú prosztata-megnagyobbodás kezelésére alkalmazzák. A citokróm P450-rendszerre kifejtett hatása miatt a retrovírusok elleni (így a HIV elleni) gyógyszer hatásosságát csökkentheti.

## Figyelmeztetés
Az eddigi klinikai kísérletek nem igazolták az ormányliliom mérgező hatását. Mivel azonban a növénnyel kapcsolatos kutatások még nem fejeződtek be, alkalmazása csak az orvos utasítása és folyamatos ellenőrzése mellett lehetséges!